# Slava Leont'jev
Slava Leont'jev (Charkiv, 20 giugno 1967) è un artista, militare e regista ucraino, candidato al Premio Oscar al miglior documentario per Porcelain War.

## Biografia
Nato nel 1967 a Charkiv in una famiglia di biologi, ha frequentato la Kharkiv State School of Art e, in seguito, il Kharkiv Institute of Art and Industry, specializzandosi in critica artistica. Ha vissuto a lungo in Crimea, per poi tornare nella sua città natale dove ha ricevuto una formazione in materia di antiterrorismo. Insieme alla moglie Anya Stasenko lavora la porcellana. Nel 2013, ha ricevuto un premio nel concorso fotografico Wiki Loves Earth.  Dopo l'invasione russa dell'Ucraina del 2022, ha prestato servizio nell'esercito, occupandosi anche dell'addestramento dei fucilieri. Dopo essere stato congedato dalle Forze armate dell'Ucraina nel 2023, ha insegnato tiro come volontario. Nel 2024 ha debuttato come regista, dirigendo con Brendan Bellomo il documentario Porcelain War, grazie al quale ha ricevuto la candidatura al Premio Oscar per il miglior documentario.

## Filmografia

### Regista
- Porcelain War, co-regia con Brendan Bellomo (2024)

### Sceneggiatore
- Porcelain War, regia di Brendan Bellomo e Slava Leont'jev (2024)

## Riconoscimenti
- Premio Oscar
  - 2025 - Candidatura al miglior documentario per  Porcelain War